# Museu Naval de Ferrol
El Museu Naval de Ferrol és un museu de la ciutat de Ferrol, a la província de la Corunya. Es troba dins de la base naval de Ferrol, a l'antic Quarter de Presidiaris conegut com a San Campio, projectat el 1765 i on s'allotjaven els presidiaris mentre duraven els treballs de construcció, reparació i neteja dels bucs.
El museu té uns 4.000 metres quadrats de superfície, en els quals hi trobem models de vaixells de grans dimensions, cartografia, canyons, armament antisubmarins, veles, instruments de navegació, equipament de busseig, banderes, maquetes de vaixells i altres aparells relacionats amb el mar.

## Història
A partir de 1970 comencen a recopilar-se i catalogar-se objectes dispersos per les múltiples dependències que, juntament amb la recuperació de les restes de la fragata Magdalena, enfonsada a la ria de Viveiro el 1810, afavoreixen la creació del Museu Naval, inaugurat el 5 de març de 1986.
A més, hi ha una variada col·lecció de cartografia amb peces destacables, com l'Atlas de Tofiño. També hi ha maquetes de tota mena de vaixells i maquetes de batalles importants, projectils d'artilleria i torpedes de diversos tipus i cal·libre.
En aquest mateix recinte hi ha la Biblioteca Naval de Ferrol amb més de 40.000 volums i que té diversos llibres antics. El més antic data de 1601. Va ser creada el 1872 pel Capità General del Departament, Miguel Lobo Malagamba, amb fons duplicats de la Biblioteca Central de Madrid i de la Biblioteca de l'Observatori de la Marina de San Fernando. Té fons de l'antiga Biblioteca de Guardamarines del segle xviii i de la primitiva Escola d'Enginyers Navals també creada a Ferrol.

## Contingut
Entre els seus objectes es poden observar restes marines fossilitzades, mecanismes d'arts nàutiques, empreses, mascarons de proa, quadres i gravats amb temàtica marinera, cartes antigues i documents històrics. A més, té informació de tots els bucs construïts a Ferrol des de 1751 a 1984.
Al seu interior s'hi exhibeix una àncora medieval rescatada del fons de la dàrsena del port de la vila de Mugardos, a la ria de Ferrol.

## Galeria d'imatges

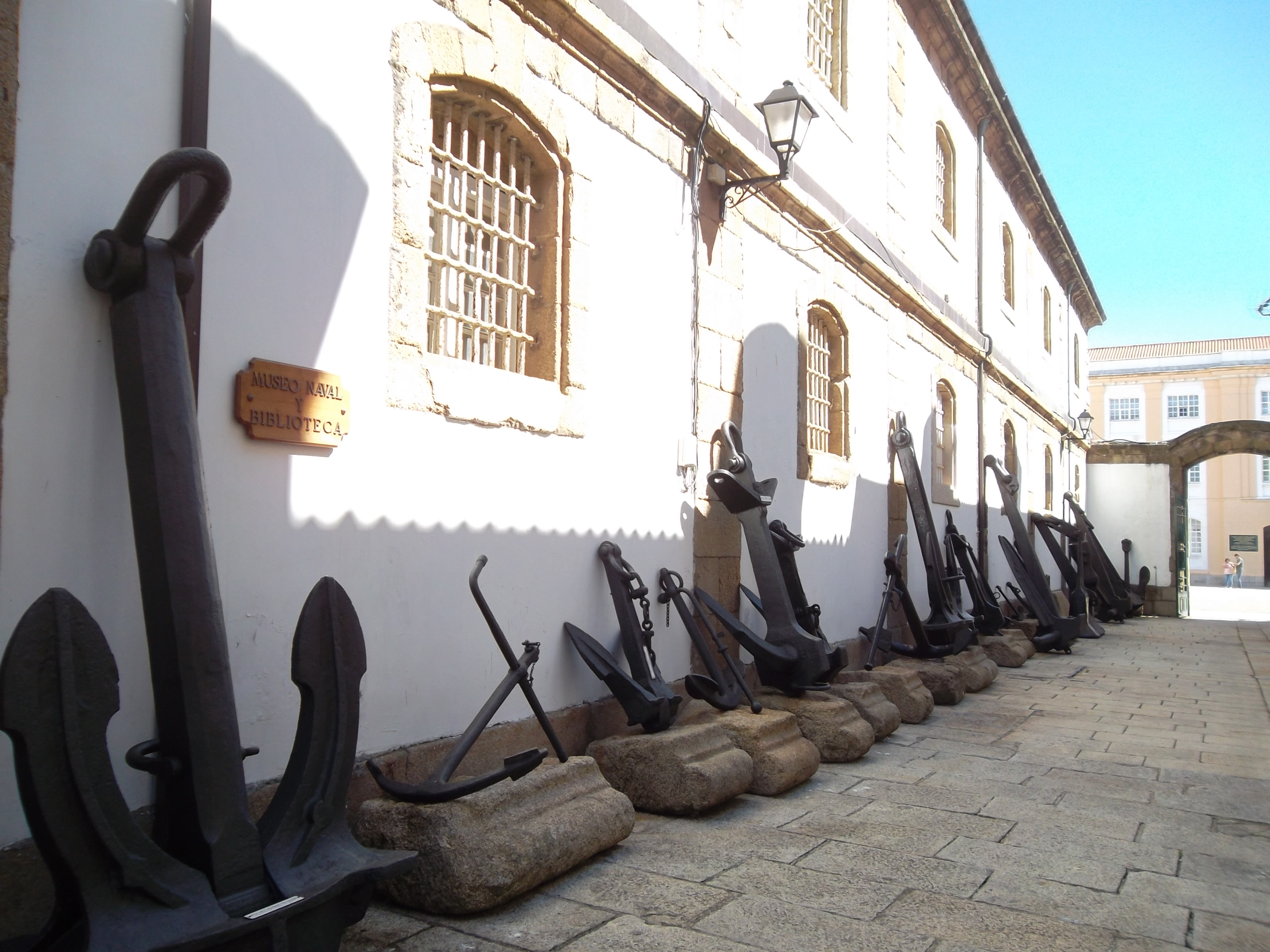
Exposició d'àncores
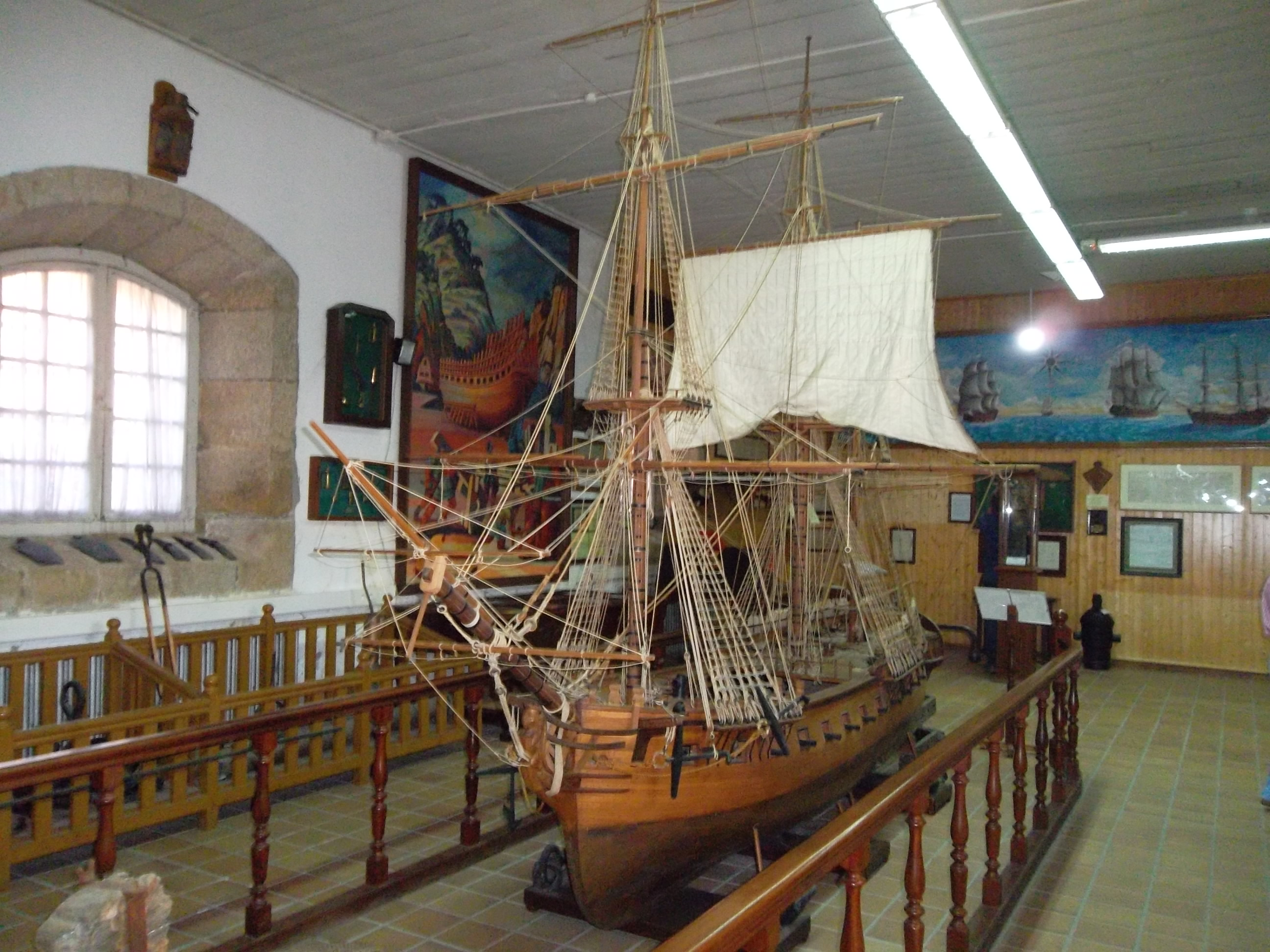
Maqueta de la fragata Magdalena
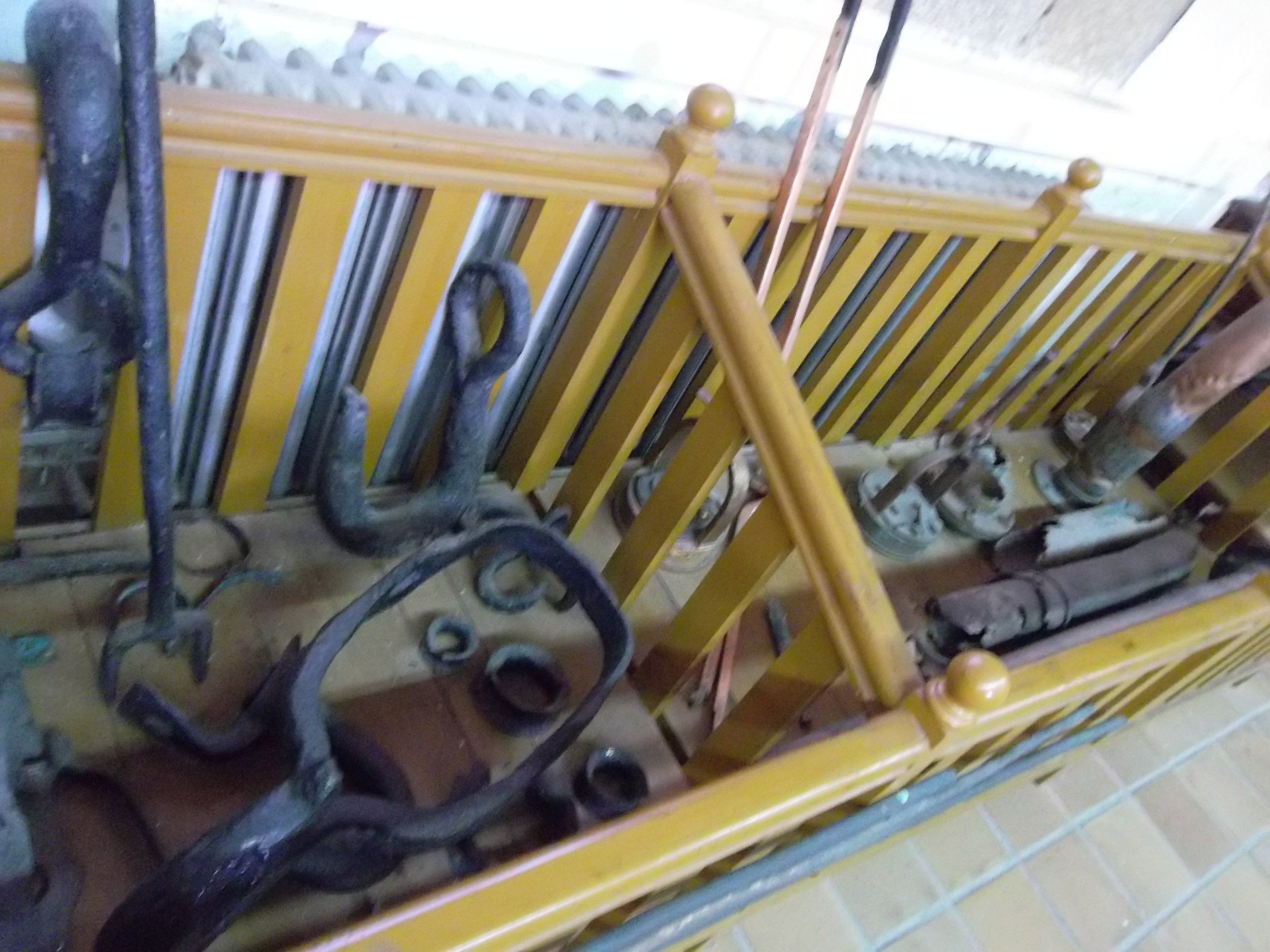
Peces recuperades de la fragata Magdalena
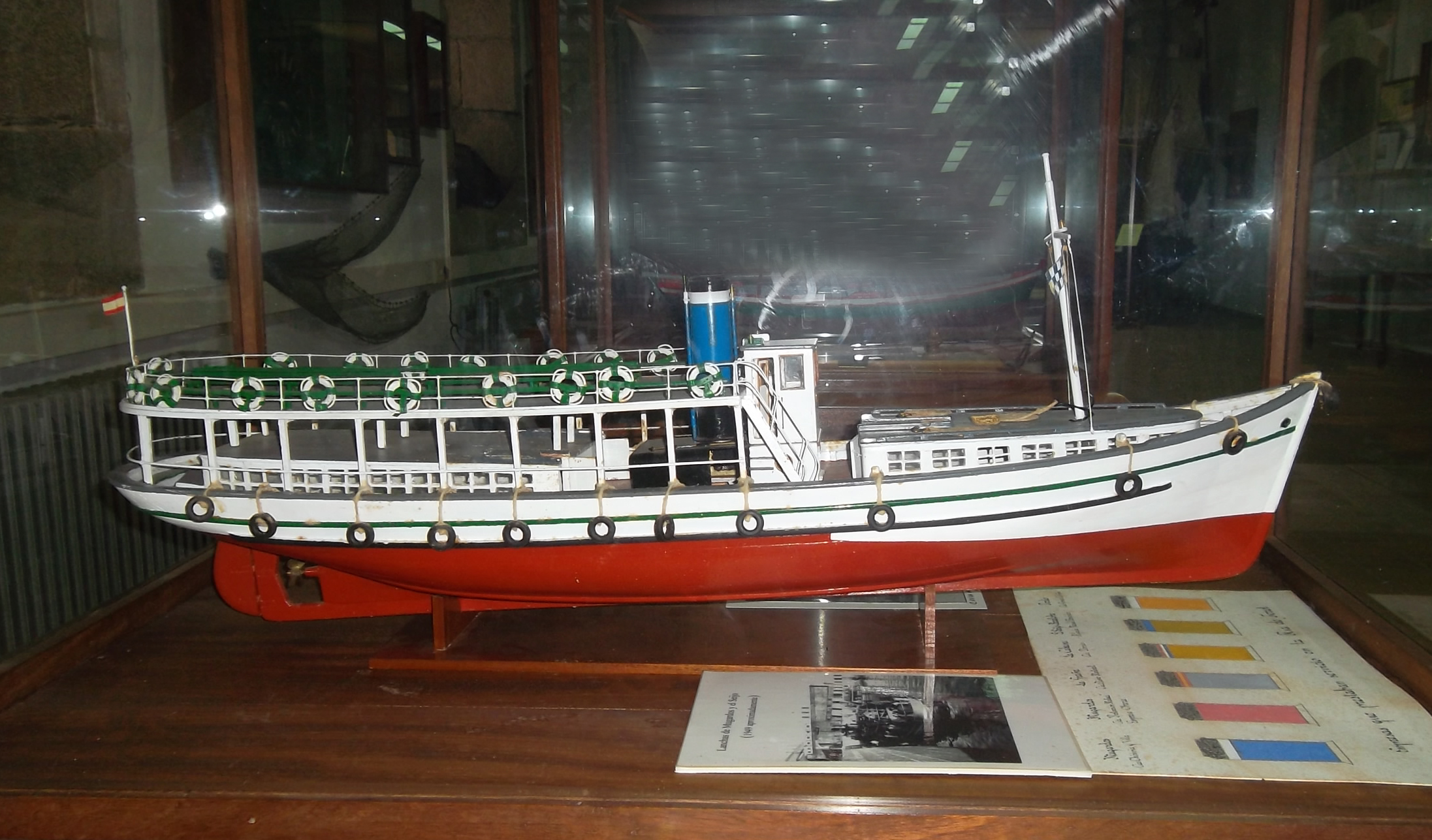
Llanxa de Mugardos